# Julieta Vences Valencia
Julieta Vences Valencia (24 de octubre de 1986, México, D. F., México) es una política mexicana afiliada al Movimiento Regeneración Nacional. Desde el 1 de septiembre de 2018 es diputada federal en el Congreso de la Unión, de 2018 a 2021 en representación del distrito 8 del Estado de Puebla y desde 2021 como diputada plurinominal.

## Primeros años
Julieta Kristal Vences Valencia nació el 24 de octubre de 1986 en el Distrito Federal de México. Estudió la licenciatura en derecho en la Universidad Nacional Autónoma de México y la maestría en derecho constitucional y amparo. Está casada con Carlos Alberto Evangelista, coordinador de Morena en el Estado de Puebla desde 2020.

## Trayectoria política
En 2015 fue consejera estatal del partido Movimiento Regeneración Nacional y dirigente regional de la Central de Organizaciones Campesinas y Populares del Estado de Puebla.
En las elecciones de 2018 fue elegida como diputada federal por el distrito 8 del Estado de Puebla, con cabecera en  Chalchicomula de Sesma. Asumió el cargo el 1 de septiembre de 2018, en la LXIV Legislatura del Congreso de la Unión. Dentro del congreso fue la presidente de la comisión de asuntos migratorios. En las elecciones de 2021 fue designada como diputada plurinominal en la LXIV Legislatura del Congreso de la Unión.